# Catinaccio
El Catinaccio (alemany: Rosengarten, ladí: Ciadenac, Ciadenáze) és un massís a les Dolomites al nord d'Itàlia. Està situat entre Val di Tires i Val d'Ega al Tirol del Sud i el Vall de Fassa al Trentino.
Una peculiaritat del Catinaccio és l'ombra rosa, a causa de la presència del mineral dolomia, que agafa al capvespre i "resplendeix". Rosengarten significa "Jardí de roses" en alemany, i el nom es refereix a la llegenda del rei Laurin i el seu Jardí de Roses, una història tradicional que explica l'aspecte exterior de la serralada.

## Cims
El cim més alt és el Catinaccio d'Antermoia a 3.002 m. Altres cims són:
- Cima Catinaccio (Rosengartenspitze) - 2.981 m
- Torres del Vajolet (Vajolet-Türme) - 2.813 m
- Croda di Re Laurino (Laurinswand) - 2.813 m
- Cima Sforcella (Tscheiner-Spitze) - 2.813 m
- Roda di Vaèl (Rotwand) - 2.806 m
- Croda Davoi (Teufelswand) - 2.727 m